# Lokomotywownia

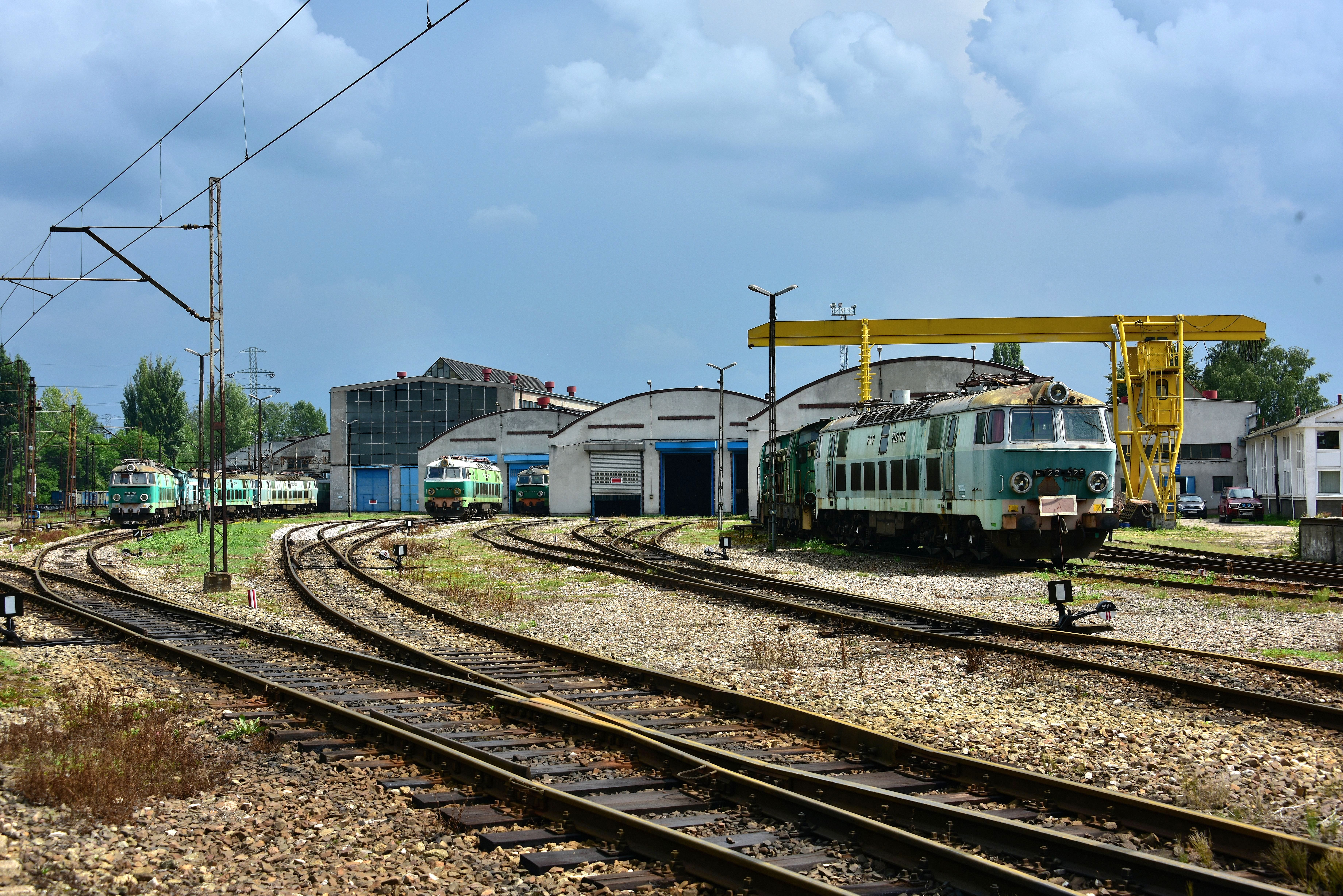
Lokomotywownia Warszawa Odolany w Warszawie

Lokomotywownia – jednostka organizacyjna wraz z zespołem budynków i urządzeń, służących do obsługi lokomotyw, m.in. do ich napraw i stacjonowania. Nazwa zaczęła funkcjonować w miarę zmiany profilu obsługiwanego taboru przez byłe parowozownie.
W 1953 usamodzielniono wchodzące dotychczas w ich skład wagonownie. 1 lipca 1997 na bazie lokomotywowni oraz wagonowni utworzono 33 zakłady taboru; obecnie w strukturze spółki PKP Cargo SA. 1 września 1999 liczbę zakładów taboru zmniejszono do 19.
W 2008 szereg lokomotywowni, zlokalizowanych głównie w największych aglomeracjach, przekazano do PKP Intercity SA. 1 stycznia 2009 nastąpiła kolejna reorganizacja, konsolidująca jednostki terenowe PKP Cargo SA, liczbę zakładów taboru zmniejszono do 16, od 2011 do 10, zaś od 2014 – 8 zakładów spółki: w Białymstoku, Gdyni, Katowicach, Lublinie, Poznaniu, Tarnowskich Górach, Warszawie i Wrocławiu.